# هراچیا ساریبکیان
هراچیا هاروتیونی ساریبکیان (ارمنی: Հրաչյա Հարությունի Սարիբեկյան؛  زادهٔ ۲۴ ژانویهٔ ۱۹۷۹)، رمان‌نویس، ویراستار و تاریخ‌نگار ادبی اهل ارمنستان است.

## زندگی‌نامه
وی در ۲۴ ژانویهٔ ۱۹۷۹ در کیروواکان به دنیا آمد .  وی عضو اتحادیه نویسندگان ارمنستان و اتحادیه روزنامه‌نگاران ارمنستان می‌باشد. وی در انستیتو ادبی فرهنگستان ملی علوم ارمنستان و گرکری آشخار فعالیت می‌نماید. 